# Arthur Leigh Allen
Arthur Leigh Allen (18. prosince 1933, Honolulu – 26. srpna 1992, Vallejo) byl Američan a hlavní podezřelý v případu amerického sériového vraha Zodiaka.

## Život
Arthur Leigh Allen se narodil v Honolulu na Havaji Ethanovi a Bernice Allenovým, měl mladšího bratra Ronalda. Ethan Allen byl poručíkem v námořnictvu a byl svědkem bombardování Pearl Harboru. V roce 1943 se Allen s rodinou přestěhoval do Valleja v Kalifornii a žil blízko námořní základny, kde pracoval jeho otec.
Arthur byl nadprůměrně inteligentní, jeho IQ dosahovalo 137. V roce 1949 dokončil střední školu a nastoupil na univerzitu, kde studoval umění a literaturu. V roce 1957 studia dokončil a krátce poté vstoupil do námořnictva. Na konci roku však byl propuštěn. Na začátku roku 1958 se Allen zapsal na Kalifornskou polytechnickou státní univerzitu a v roce 1960 získal titul magistra.
Dne 15. června 1958, byl Allen zatčen a obviněn z narušování pořádku a výtržností po hádce s přítelkyní, ale později bylo od obvinění upuštěno.
V roce 1960 dostal Allen práci na základní škole v Atascaderu. Pracoval i v tamní nemocnici, ale jen do roku 1962. Byl propuštěn a zatčen krátce poté, co byly v jeho autě nalezeny střelné zbraně. V roce 1966 začal vyučovat na škole ve Valley Springs a pracoval tam až do roku 1968, kdy byl vyhozen za sexuální obtěžování studentky.
V roce 1969 se Allen vrátil k rodičům a pracoval na čerpací stanici. V roce 1970 pracoval Allen jako školník, odkud však byl vyhozen pro napadání dětí. Nastoupil na Sonoma State University a v roce 1974 získal bakalářský titul.
Téhož roku byl opět zatčen za obtěžování malého chlapce. Roku 1977 byl Allen propuštěn na čestné slovo. Následující rok začal pracovat v železářství, kde zůstal zaměstnán až do své smrti 26. srpna 1992, kdy zemřel na selhání ledvin.

## Zodiac
Allen byl obviněn na základě nepřímých důkazů, které byly uvedeny a prozkoumány v knize Roberta Graysmithe Zodiac. Např. značka psacího stroje k dopisu zaslaném do policejního oddělení Riverside po vraždě Cheri Jo Batesové z roku 1966 měla název Royal, stejnou značku vlastnil i Allen. Ten mimo jiné vlastnil a nosil hodinky značky Zodiac, nosil boty o velikosti 10, jejichž otisky byly nalezeny u jezera Berryessa, kde leželi pobodaní studenti Bryan Hartnell a Cecilia Shepard. Allen žil a pracoval ve Vallejo kousek od místa, kde byla zastřelená jiná oběť, Darlene Ferrin.
V lednu 1969 měl Allen údajně rozhovor se svým obchodním partnerem Donaldem Cheneyem, kterému popisoval svůj námět na román. Tvrdil, že vrah by sám sebe nazýval „Zodiakem“ a používal by znak z hodinek značky Zodiac jako svůj symbol. Mohl by psát policii výsměšné dopisy s detaily těchto vražd a mohl by si na pistoli připevnit svítilnu a střílet v noci. Zmiňoval se prý i o jistém školním autobusu, který by rád vyhodil do povětří.
Policie proto Allena několikrát vyslýchala, byl posazen k polygrafu, kde prošel. Přeživší svědkové ho sice poznávali, žádný přímý důkaz však nebyl nalezen. V roce 2002 bylo zjištěno, že vzorky DNA ze Zodiakových dopisů se neshodují s Allenovými.